# سان پلایو
سان پلایو (به اسپانیایی: San Pelayo) یک سکونتگاه مسکونی در کلمبیا است که در بخش کوردوبا واقع شده‌است.